# Michi (singolo)
Michi (道?) è un singolo della cantante giapponese Utada Hikaru, il terzo estratto dal suo nono album in studio Fantôme, pubblicato il 13 settembre 2016.

## La canzone
Inizialmente presentato da Utada su Twitter con un video di 2 minuti e mandato in onda dalle principali emittenti radio giapponesi il 13 settembre, il singolo viene successivamente reso disponibile per il download digitale tre giorni dopo.
Utada ha descritto il brano come «danzabile», e che il processo della sua scrittura è stato «ristoratore», in riferimento alla sua lunga pausa dalla scena musicale.

## Tracce
Testi e musiche di Utada Hikaru.
1. Michi – 3:36

## Classifiche
| Classifica (2016) | Posizione massima |
| ----------------- | ----------------- |
| Giappone          | 12                |